# سوئدهوم (نبراسکا)
سوئدهوم (به انگلیسی: Swedehome) یک منطقهٔ مسکونی در ایالات متحده آمریکا است که در نبراسکا واقع شده‌است. سوئدهوم ۵۲۳٫۹۶ متر بالاتر از سطح دریا واقع شده‌است.